# Volta (vattendrag i Belarus)
Volta (belarusiska: Волта) är ett vattendrag i Belarus.   Det ligger i voblasten Vitsebsks voblast, i den norra delen av landet, 210 km norr om huvudstaden Minsk.
Trakten runt Volta består till största delen av jordbruksmark. Runt Volta är det glesbefolkat, med 17 invånare per kvadratkilometer.